# 齐口弓鱼
齐口弓鱼（学名：Racoma prenanti）为鲤科弓鱼属的鱼类，俗名齐口细鳞鱼、红尾巴、细甲鱼，是中国的特有物种。分布于长江上游的岷江、青衣江和大渡河干支流等，多见于高原山区河流激流处。该物种的模式产地在四川峨眉山。

## 扩展阅读
維基物種上的相關：齐口弓鱼